# Axonopus chrysoblepharis
Axonopus chrysoblepharis är en gräsart som först beskrevs av Mariano Lagasca y Segura, och fick sitt nu gällande namn av Mary Agnes Chase. Axonopus chrysoblepharis ingår i släktet Axonopus och familjen gräs. Inga underarter finns listade i Catalogue of Life.